# Scleriet

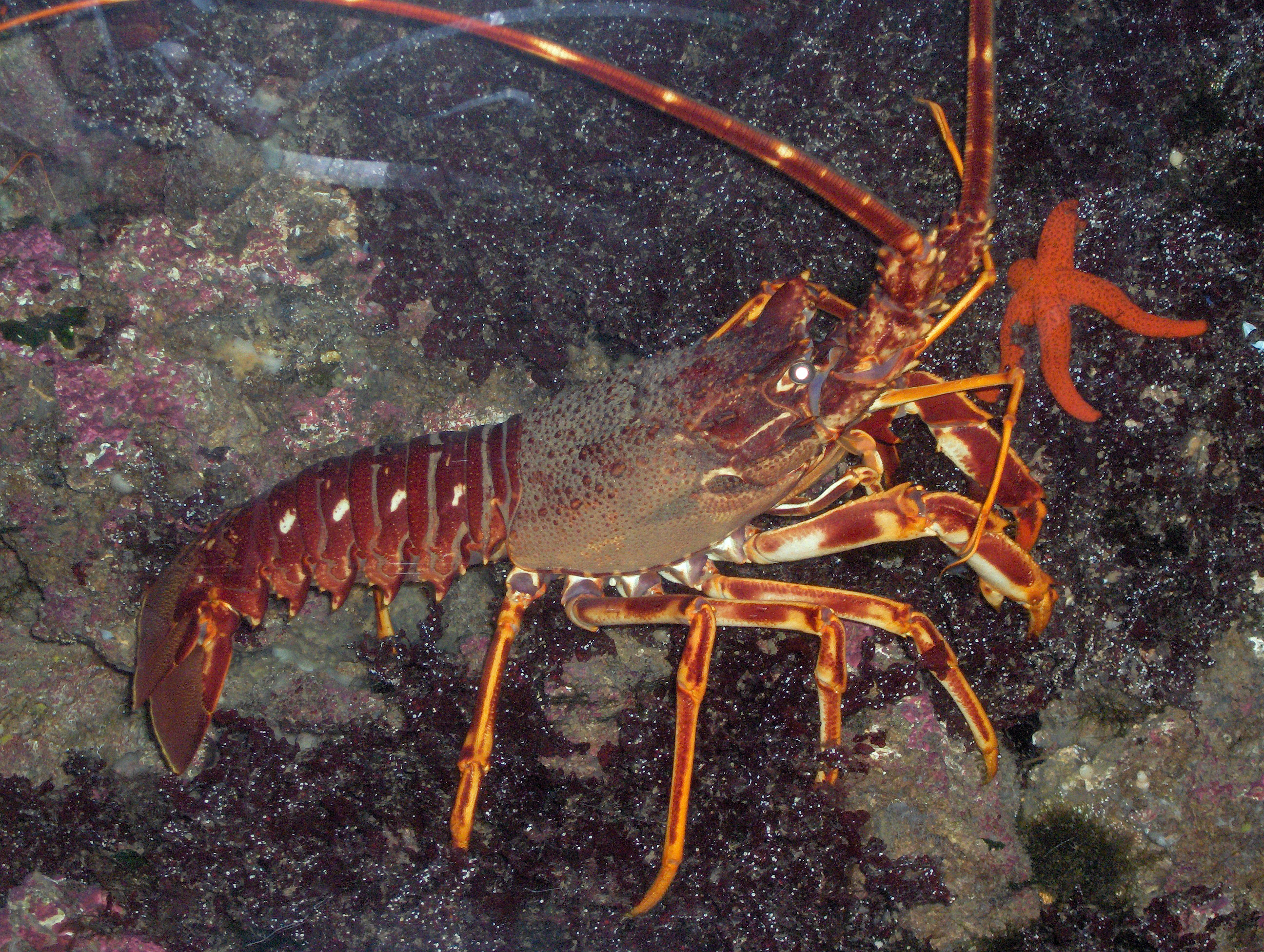
Het exoskelet van een langoest bestaat uit een serie sclerieten, die flexibel met elkaar verbonden zijn.

Een scleriet (Grieks σκληρός, sklēros) is een harde chitineplaat omgeven door naden of zachte huid op de buitenkant van een geleedpotige. Het is een verhard deel van het geleedpotige exoskelet. Een scleritoom is de complete set van sclerieten.